# Dioon argenteum
Dioon argenteum — вид голонасінних рослин класу саговникоподібні (Cycadopsida).

## Опис
Стебло може досягати 3,8 м у висоту, з діаметром близько 30 см. Молоді листки довжиною від 80 до 180 см, мають оксамитову поверхню сріблястого кольору (звідси видова назва), на відміну від більш темного кольору старого листя. Насіння жовто-оранжеве, довжиною близько 3 см.

## Поширення, екологія
Країни поширення: Мексика (Оахака). Записаний на висотах з 1100 до 1600 м над рівнем моря. Зустрічається на крутих вапнякових схилах в перехідній зоні між дубово-сосновим лісом і тропічним листяним лісом. Зрідка зустрічається на алювіальних відкладеннях уздовж струмків та річок в тропічних листяних лісах.

## Загрози та охорона
Має обмежений ареал і знаходиться під загрозою руйнування середовища проживання. Цей вид захищений місцевими громадами.